# Magic Circle Music
Magic Circle Music je americké hudební vydavatelství založeno v roce 2005 baskytaristou skupiny Manowar Joeyem DeMaiem. Je pojmenováno po Wagnerově Prstenu Nibelungovu.[zdroj?]
Důvodem pro vytvoření bylo dát Manowaru (a posléze i jiným kapelám) zázemí a maximální kontrolu nad tím, co vytvářejí. DeMaio prohlásil, že chce pomoci ostatním vyvarovat se pastí, které na ně kladou komerční společnosti.
Společnost mimo vydávání nahrávek prodává i suvenýry skupin a pořádá koncerty; první z nich byl v roce 2007 v německém Bad Arolsenu.
Vydavatelství má podepsané hlavně skupiny, které hrají heavy metal, power metal, progresivní metal a true metal. O prodeje v Evropě zajišťovala nahrávací společnost SPV, ale od roku 2009 o prodej se stará ALIVE.

## Umělci
Seznam umělců.
- Bludgeon
- David Shankle Group
- Feinstein
- HolyHell
- Jack Starr's Burning Starr
- Joe Stump
- Luca Turilli
- Luca Turilli's Dreamquest
- Metal Force (dříve "Majesty")
- Manowar
- Rhapsody of Fire